# RHYTHMIX
《RHYTHMIX》(리드믹스/リズミックス)는 ES-CONNEXION의 인디즈 미니앨범이다.

## 개요
1994년에 발매한 앨범으로 1년간의 인디즈 활동의 시작이 된 앨범이다.
전곡 작사는 나가노 시이나가 담당하고 전곡 작곡은 MINAMI (단, 50/50은 작곡하지 않았음.)가 담당이지만 편곡은 공동작업으로 하고 있다.
미니 앨범 6곡 중에서 3곡은 타카야마 미나미의 솔로앨범에 수록되었던 곡을, 1곡은 나가이 마리코의 곡을 리메이크한 것이고, 오리지널 곡은 3곡에 불과하다.
실제로 이 앨범에는 오리지널 곡이 2곡이 공개되었지만 1곡은 라이브 공연때 공개되었다.
곡 전체적으로는 테크노계로 신시사이저와 기타가 어우러진 하드코어 댄스곡이다.

## 수록곡
1. ENDLESS COMMUNICATION (SF MEGA MIX)
작사：나가노 시이나，작곡：MINAMI
2. E·L(Endless Love) TIME MACHINE
작사：나가노 시이나，작곡：MINAMI
3. 50/50 '94 (SF EXTENDED MIX)
작사：나가노 시이나，작곡：카라시마 미도리
4. DANCE GO AHEAD
작사：나가노 시이나，작곡：MINAMI
5. RHYTHM REACTION (SF HYPER TECHNO MIX)
작사：나가노 시이나，작곡：MINAMI
6. BEAT OF ENERGY (SF EXTENDED HARDCORE MIX)
작사：나가노 시이나，작곡：MINAMI

## 같이 보기
- 타카야마 미나미
- 나가노 시이나